# 東京炭鉱
東京炭鉱(とうきょうたんこう)とは、かつて東京都青梅市に存在した東京都唯一の炭鉱である。

## 歴史
1935年（昭和10年）頃から採掘を開始した。当時は物資の不足で燃料価格が高騰する中、黒沢川沿いに炭層が存在することが判明し、採掘が始まった。当初は露天掘りであり、戦前の最盛期であった1940年（昭和15年）頃には50人ほどの人夫がおり、昭和飛行機にも販売していた。戦争の激化で人手不足となり、休鉱となった。
戦後すぐに復活し、1949年（昭和24年）までは暖房燃料向けに木質亜炭を生産していた。戦後は固形肥料向けに泥炭が売れるようになり、トラックで日本肥料の工場に運ばれた。1955年（昭和30年）からは大和礦業の経営となり、当時の月産は350トンから400トン、最盛期の1958年（昭和33年）には500トンを産出していたという。しかし20mの竪坑を降りて採炭に向かうという条件の悪さから、1960年（昭和35年）に廃鉱となった。
竪坑の跡はしばらく残っていたが、後に地元住民によって埋められた。県外から来ていた鉱夫の一部は小曾木に定住した。

## 周辺
- 岩蔵温泉郷 (東京都唯一の温泉郷である)

## 交通
青梅線と西武池袋線飯能駅から青梅市小曾木方面へ向かう都バス・西武バスが炭鉱跡を通過する。都バスのバス停は「東京炭坑」、西武バスのバス停は「東京炭鉱前」と、名称が異なっている。ただし現地では都バスのバス停が「東京炭鉱前」「東京炭坑前」と標示されるなど、用字に混乱が見られる。
- 青梅線

河辺駅より都営バス [梅74]成木循環・小曾木方面行き 東京炭坑前で下車
東青梅駅より西武バス [飯41]飯能駅行き 東京炭鉱前で下車
青梅駅より都営バス [梅74]成木循環・小曾木方面行き 東京炭坑前で下車
- 西武池袋線

飯能駅より西武バス [飯41]東青梅駅行き 東京炭鉱前で下車